# Arno Schwarz
Arno Christoph Schwarz (* 5. August 1996) ist ein österreichischer American-Football-Spieler. Er ist auf den Positionen Cornerback und Kicker aktiv.

## Werdegang
Schwarz begann 2010 bei den Swarco Raiders in Innsbruck mit dem American Football. Er war in den ersten Jahren seiner Karriere als Runningback aktiv. Nachdem er auch im Herrenbereich bei den Raiders II in der Offensive eingesetzt worden war, wechselte er nach seiner Aufnahme in die Kampfmannschaft zur AFL-Saison 2017 in die Secondary. Mit den Raiders gewann er 2017 den CEFL Bowl. In der Saison 2018 entwickelte sich Schwarz zum Stammspieler bei den Raiders, mit denen er den CEFL Bowl verteidigte sowie zum Saisonende erstmals die Austrian Bowl gewann. Darüber hinaus war er Teil der österreichischen Nationalmannschaft, die in Vantaa Vize-Europameister wurde. 2019 wurde er erneut CEFL-Bowl-Sieger und österreichischer Meister.
Im Februar 2020 wurde Schwarz bei den Potsdam Royals als Neuzugang für die GFL-Saison vorgestellt. Aufgrund der Covid-19-Pandemie wurde die Saison abgesagt, weshalb Schwarz zu keinem Einsatz für die Royals kam. In der AFL-Saison 2021 lief er wieder für die Swarco Raiders auf. Erneut wurde er mit den Raiders österreichischer Meister. Schwarz trug mit 23,0 Tackles, sechs Pass-Break-ups und einer Interception in zehn Spielen zu diesem Erfolg bei. Im CEFL Bowl unterlagen sie hingegen den Schwäbisch Hall Unicorns.
Für die Saison 2022 unterschrieb Schwarz einen Vertrag bei den Raiders Tirol, die 2022 erstmals als Franchise in der European League of Football antraten. Schwarz entwickelte sich während der Saison zum Stammspieler auf der Kicker-Position. Als Cornerback kam er nur vereinzelt zu Einsatzzeit. Mit den Raiders erreichte er das Halbfinale, das jedoch gegen die Hamburg Sea Devils verloren ging. Im Herbst nahm er für Österreich an der Gruppenphase der Europameisterschaft 2023 teil. Anschließend beendete er seine Karriere.
Am 12. Juli 2023 gaben die Raiders Tirol die Verpflichtung von Schwarz als Kicker bekannt.

## Erfolge
- Austrian Bowl Champion (2018, 2019, 2021)
- CEFL Bowl Champion (2017, 2018, 2019)
- European Superfinal Champion (2018, 2019)
- Vize-Europameister (2018)

## Statistiken
| Jahr                            | Team          | Spiele | Starts | Tackles | Tackles | Tackles | Tackles | Passverteidigung | Passverteidigung | Passverteidigung | Passverteidigung | Kicking Game | Kicking Game | Kicking Game | Kicking Game | Kicking Game | Kicking Game | Kicking Game |
| Jahr                            | Team          | Spiele | Starts | Total   | Solo    | Ast     | TFL     | INT              | Yds              | TD               | BrUp             | FGM          | FGA          | Pct          | Lng          | XPM          | XPA          | Pct          |
| ------------------------------- | ------------- | ------ | ------ | ------- | ------- | ------- | ------- | ---------------- | ---------------- | ---------------- | ---------------- | ------------ | ------------ | ------------ | ------------ | ------------ | ------------ | ------------ |
| European League of Football     |               |        |        |         |         |         |         |                  |                  |                  |                  |              |              |              |              |              |              |              |
| 2022                            | Raiders Tirol | 11     | 0      | 8       | 6       | 2       | 1,0     | 2                | 23               | 0                | 2                | 5            | 9            | 55,6         | 35           | 24           | 31           | 77,4         |
| 2023                            | Raiders Tirol | 3      |        | 0       | 0       | 0       | 0       | 0                | 0                | 0                | 0                | 4            | 6            | 66,7         | 45           | 4            | 5            | 80,0         |
| ELF Gesamt                      | ELF Gesamt    | 14     | 0      | 8       | 6       | 2       | 1,0     | 2                | 23               | 0                | 2                | 9            | 15           | 60,0         | 45           | 28           | 36           | 77,8         |
| Quellen: sportsmetrics.football |               |        |        |         |         |         |         |                  |                  |                  |                  |              |              |              |              |              |              |              |

## Privates
Schwarz studierte an der Leopold-Franzens Universität Innsbruck Sportmanagement. Er schrieb im Winter 2021/22 seine Bachelorarbeit über den Unterschied im Spielverhalten und der Zahlungsbereitschaft verschiedener Gaming-Genres.